# Резиденция Голдстийн
Резиденция Голдстийн е проектирана и построена между 1961 г. и 1963 г. от американския архитект Джон Лутър в Бевърли Крест, Лос Анджелис, Калифорния, на близко разстояние от границата на Бевърли Хилс. Сградата е проектирана отвътре навън и е построена върху пясъчник на ръба на хълм. Къщата е пример за американската Органична архитектура, която черпи своята форма, като продължение на природната среда и индивидуалността на този, за когото е построена. Проекта се е осъществил от идея и уникална структура е била изградена, която да реши предизвикателството на терена. Това е характерно за работата на Лутър.

## История
Къщата е била построена за Хелън и Пол Шийтс и техните три деца. Хелън е артист, а Пол е университетски преподавател, който наема Лутър за проекта „Sheats Apartments“ намиращ се в Уестууд през 1948-1949.
Резиденцията е имала трима собственика преди бизнесменът Джеймс Голдстийн да я закупи през 1972 в доста занимарено състояние. Не е имало стени във всекидневната, а отоплителната система не е работила добре. Голдстейн наема Джон Лутър, който чрез серия от ремонти продължили две десетилетия трансформира къщата. Голдстийн работи с Лутър до смъртта на архитекта през 1994 година
„Резиденция Голдстийн“ е един от най-известните примери за работата на Джон Лутър. Той не само проектира къщата, но също така създава и интериора, прозорците, осветлението, килимите, мебелите и всички допълнителни удобства, които предлага. В къщата е обърнато внимание към всеки един детайл, обхвата на архитекта е ясно изразен през всички етапи до завършването на проекта.
Оригиналната конструкция на сградата е от монолитен бетон, стомана и дърво. Резиденцията е била посртоена с 5 спални, 4 бани с тоалетни и дневна, която е напълно отворена към терасата. Дневната представлява отворено пространство, което дава усещане за преливане на интериора и екстериора. Дневна има декоративен таван от касетиран бетон, декориран с вбетонирани стъклени буркани (750 буркана общо). За охлаждане бива използвана естествена вентилация, не се използва климатична инсталация. Има подово отопление, което затопля цялата къща и басейна. Външни пътеки водят до стаите за гости и основната спалня, също така и до тенис корта и нощния клуб.
Лутър е проектирал сградата с множество отворени пространства, заради умерения климат, който Южна Калифорния предлага през по-голямата част от годината. Прозорците тип витрина в главната спалня също са оригинална идея, която полволява на Хелън да наблюдава децата си, докато работи в студиото си под басейна.

## „Над Хоризонта“
Отвореното пространство, наричано още „Над Хоризонта“ е арт инсталация намираща се на стръмния терен под резиденцията. Тя е проектирана от специалиста по светлинни инсталации Джеймс Турел. Инсталацията е изградена от същите материали както и самата къща. Голдстийн убеждава Джон Лутър и Джеймс Турел да изградят тази арт инсталация като техен съвместен проект, но Лутър умира преди да започне работа по изграждането му. Сега завършена, стаята има две порти, направени от местен авио-инженер, които се сгъват настрани, използвайки композитни материали от карбон. Стаята има също така вградено сепаре от бетон, от което посетителя да наблюдава хилядите лед лампи, които обливат в светлина стаята всяка вечер – шоуто небе и светлина.

## Интересни факти
Къщата е използвана за заснемане на филми като: „Ангелите на Чарли“, „Големият Лебовски“, също така в сериала „Опасни улици“. Записвани са клипове на песни, също така са правени някои големи събития като 27-ия рожден ден на Риана.
|  | Тази страница частично или изцяло представлява превод на страницата Sheats Goldstein Residence в Уикипедия на английски. Оригиналният текст, както и този превод, са защитени от Лиценза „Криейтив Комънс – Признание – Споделяне на споделеното“, а за съдържание, създадено преди юни 2009 година – от Лиценза за свободна документация на ГНУ. Прегледайте историята на редакциите на оригиналната страница, както и на преводната страница, за да видите списъка на съавторите. ВАЖНО: Този шаблон се отнася единствено до авторските права върху съдържанието на статията. Добавянето му не отменя изискването да се посочват конкретни източници на твърденията, които да бъдат благонадеждни. |